# Шарівська селищна рада
Ша́рівська се́лищна ра́да — адміністративно-територіальна одиниця та орган місцевого самоврядування в Богодухівському районі Харківської області. Адміністративний центр — селище міського типу Шарівка.

## Загальні відомості
- Шарівська селищна рада утворена в 1918 році.
- Територія ради: 87,19 км²
- Населення ради: 2 425 осіб (станом на 2001 рік)
- Територією ради протікає річка Мерла.

## Населені пункти
Селищній раді підпорядковані населені пункти:
- смт Шарівка
- с. Мар'їне
- с-ще Першотравневе

### Колишні населені пункти
- Деркачі

## Склад ради
Рада складається з 16 депутатів та голови.
- Голова ради: Носова Марина Олександрівна
- Секретар ради: Мороз Світлана Павлівна

### Керівний склад попередніх скликань
| Прізвище, ім'я, по батькові     | Основні відомості                                                | Дата обрання | Дата звільнення |
| ------------------------------- | ---------------------------------------------------------------- | ------------ | --------------- |
| Бондаренко Микола Олександрович | Селищний голова, 1949 року народження, член Партії регіонів      | 26.03.2006   | 31.10.2010      |
| Носова Марина Олександрівна     | Селищний голова, 1978 року народження, освіта вища, позапартійна | 31.10.2010   |                 |

Примітка: таблиця складена за даними сайту Верховної Ради України

### Депутати
За результатами місцевих виборів 2010 року депутатами ради стали:

#### За суб'єктами висування
| Суб'єкт висування                                       | Кількість обраних депутатів | %    |
| ------------------------------------------------------- | --------------------------- | ---- |
| Партія регіонів                                         | 8                           | 50   |
| Комуністична партія України                             | 3                           | 18,8 |
| Політична партія Всеукраїнське об'єднання «Батьківщина» | 2                           | 12,5 |
| Українська Народна Партія                               | 2                           | 12,5 |
| Соціалістична партія України                            | 1                           | 6,3  |

#### За округами
| № округу                                                | Прізвище, ім'я, по батькові    | Дата визнання обраним | Освіта  | Партійна приналежність                        | Відомості про обраного депутата                                      |
| ------------------------------------------------------- | ------------------------------ | --------------------- | ------- | --------------------------------------------- | -------------------------------------------------------------------- |
| Комуністична партія України                             |                                |                       |         |                                               |                                                                      |
| 5                                                       | Бастрич Леонід Анатолійович    | 05.11.2010            | середня | позапартійний                                 | ТОВ «Трайгон Фармінг Харків», водій                                  |
| 12                                                      | Юхно Микола Іванович           | 05.11.2010            | середня | позапартійний                                 | пенсіонер                                                            |
| 13                                                      | Бойченко Михайло Петрович      | 05.11.2010            | середня | член Комуністичної партії України             | пенсіонер                                                            |
| Партія регіонів                                         |                                |                       |         |                                               |                                                                      |
| 2                                                       | Мороз Світлана Павлівна        | 05.11.2010            | середня | член Партії регіонів                          | Шарівська селищна рада, секретар                                     |
| 3                                                       | Деркач Юрій Іванович           | 05.11.2010            | вища    | член Партії регіонів                          | ТОВ «Трайгон Фармінг Харків», заступник керівника підрозділу         |
| 6                                                       | Кохан Віктор Яковлевич         | 05.11.2010            | вища    | член Партії регіонів                          | пенсіонер                                                            |
| 7                                                       | Литвиненко Андрій Вікторович   | 05.11.2010            | вища    | позапартійний                                 | ТОВ «Трайгон ФармінгХарків» об єднаний профспілковий комітет, голова |
| 8                                                       | Твердохліб Геннадій Петрович   | 05.11.2010            | вища    | позапартійний                                 | тимчасово не працює                                                  |
| 10                                                      | Повзик Анатолій Михайлович     | 05.11.2010            | середня | член Партії регіонів                          | ТОВ "Трайгон Фармінг Харків, начальник охорони                       |
| 15                                                      | Борисюк Людмила Володимирівна  | 05.11.2010            | середня | член Партії регіонів                          | Мар "їнський ФП, молодша медсестра                                   |
| 16                                                      | Максимовський Микола Панасович | 05.11.2010            | середня | член Партії регіонів                          | пенсіонер                                                            |
| Політична партія Всеукраїнське об'єднання «Батьківщина» |                                |                       |         |                                               |                                                                      |
| 4                                                       | Деркач Олена Євгенівна         | 05.11.2010            | вища    | позапартійна                                  | Шарівський селищний Будинок культури, керівник гуртка                |
| 14                                                      | Чухно Ірина Володимирівна      | 05.11.2010            | середня | член Всеукраїнського об'єднання «Батьківщина» | тимчасово не працює                                                  |
| Соціалістична партія України                            |                                |                       |         |                                               |                                                                      |
| 9                                                       | Чумаченко Микола Павлович      | 05.11.2010            | середня | позапартійний                                 | тимчасово не працює                                                  |
| Українська Народна Партія                               |                                |                       |         |                                               |                                                                      |
| 1                                                       | Мулік Сергій Юрійович          | 05.11.2010            | вища    | член Української Народної Партії              | ДП Гутянський лісгосп, Шарівське лісництво, майстер лісу             |
| 11                                                      | Кравченко Олександр Вікторович | 05.11.2010            | вища    | член Української Народної Партії              | ДП Гутянський лісгосп, Шарівське лісництво, майстер лісу             |